# Litijum bikarbonat
Litijum bikarbonat (LiHCO3) je jedinjenje litijuma, vodonika,  ugljenika i kiseonika.